# Althepus christae
Althepus christae is een spinnensoort uit de familie Psilodercidae. De wetenschappelijke naam van de soort werd voor het eerst geldig gepubliceerd in 2013 door Wang en Li.